# Alexis Fawx
Alexis Fawx, née le 23 juin 1975 en Pennsylvanie, est une actrice pornographique américaine.

## Carrière
Elle a réalisé son premier tournage dans l'industrie pornographique en 2010, alors qu'elle est âgée de 35 ans. Puis, elle a vite obtenu un contrat avec BangBros et a commencé sa carrière en Floride. Elle a ensuite pris un temps libre pour revenir en 2012.

## Filmographie sélective
Le nom du film est suivi du nom de ses partenaires lors des scènes pornographiques.
- 2010 : MILF Soup 13
- 2011 : Bang My Step Mom 6
- 2012 : Party Of Three 2
- 2013 : Dorm Invasion 3
- 2014 : Dorm Invasion 9
- 2015 : Dirty Rotten Mother Fuckers 10
- 2016 : Cheer Squad Sleepovers Episode 20 avec Nicole Clitman
- 2016 : Lesbian Seductions: Older/Younger 54 avec Sophia Leone
- 2016 : Lesbian Seductions: Older/Younger 55 avec Kristen Scott
- 2016 : Lesbian Adventures: Older Women et Younger Girls 10 avec Yhivi
- 2016 : Mother-Daughter Exchange Club 42 avec Alice Lighthouse
- 2016 : Mother-Daughter Exchange Club 45 avec Jenna Sativa
- 2016 : Women Seeking Women 131 avec Blake Eden
- 2016 : Women Seeking Women 134 avec Elsa Jean
- 2017 : Lesbian Seductions: Older/Younger 58 avec Anya Olsen
- 2017 : Women Seeking Women 139 avec Jenna Foxx
- 2017 : Women Seeking Women 142 avec Elsa Jean
- 2018 : Girls Kissing Girls 22 avec Kristen Scott
- 2018 : Lesbian Adventures: Older Women et Younger Girls 12 avec Maya Kendrick et Sabina Rouge
- 2019 : First Anal Experience avec Kira Noir et Penny Pax
- 2019 : Mom Knows Best 9 avec Megan Sage

## Récompense
AVN Awards
- 2020 : Actrice MILF de l'année (MILF Performer of the Year)

XBIZ Awards
- 2022: Interprète MILF de l'année (MILF Performer of the Year)[3]